# Sphaerophragmium quadricellulare
Sphaerophragmium quadricellulare är en svampart som beskrevs av Alcorn & J. Walker 1996. Sphaerophragmium quadricellulare ingår i släktet Sphaerophragmium och familjen Raveneliaceae.   Inga underarter finns listade i Catalogue of Life.